# ヘルムシュテット
ヘルムシュテット（ドイツ語: Helmstedt, 低地ドイツ語: Helmstidde）はドイツ、ニーダーザクセン州の都市である。ヘルムシュテット郡（Landkreis Helmstedt）の郡庁がおかれている。人口は約26,000人である。エルム山地 (Elm Höhenzug)とラップヴァルト（Lappwald）の森に挟まれ、ブラウンシュヴァイクから東へ約36 km、マクデブルクから西へ約45 kmの位置にあり、ザクセン＝アンハルト州との境界になっている。
市の名称の最も古い形は Helmonstedi (952) であるが、「ヘルモ」という人名と「場所」を意味する「ステディ」の合成語であろう。
9世紀 ベネディクト会の修道院が置かれ、修道院長が、近隣の村落の合併により成立したヘルムシュテット市の都市君主となった。1130年頃完成した市壁内の面積は約 32 ha であったが、1310年頃には約 7 ha 程拡大した。その間に（遅くとも1230年）設置されていた市参事会は都市君主としての修道院長の諸権利を手中に納めていったが、守護職（Vogtei）を獲得したヴェルフェン家の大公も権力を行使した。1426年にハンザ同盟の一員となったが、ブラウンシュヴァイクとマクデブルクを結ぶ重要な街道上のこの町の経済の基礎は手工業にあった。1490年ブラウンシュヴァイク公国に編入された。中世末期の人口は3000人が最高であった。
1510年頃にはじめて出版されたドイツの民衆本『ティル・オイレンシュピーゲルの愉快ないたずら』、その第59話では主人公が袋物師に牛皮の大きい財布を作らせているが、その舞台がヘルムシュテットに定められている。また、この民衆本の第89話では、主人公は当地の近郊のマリエンタール修道院で修道士になろうとするが、いたずらをしでかして修道院から追い出されている。
1574年/1576年ブラウンシュヴァイク公ユーリウス （Herzog Julius von Braunschweig）によって「新教主義にのっとった」ヘルムシュテット大学（Universität Helmstedt）が創立された。この大学は1810年まで存続する。
ドイツが東西に分断されていた時代は、西ドイツと東ドイツを結ぶ連邦自動車道2号線で最も重要な国境通過地点であった（ヘルムシュテット＝マリーエンボルン検問所；Grenzübergang Helmstedt-Marienborn）。また西ドイツから西ベルリンへ向かうトランジット区間の西側最終地点であった。
ヘルムシュテットには、ロマネスク様式の時代にさかのぼる建物がある。特にルネサンス時代の建物や、16世紀と17世紀に建てられた400件を超える教授陣の家や木組みの家が現存する。
エルム＝ラップヴァルト自然公園（Naturpark Elm-Lappwald）の中に位置する。また文化都市同盟「新ハンザ同盟」（Neue Hanse）に加盟している。

## 姉妹都市
- ヴィトレ（フランス）1978年
- チャード（英語版）（イギリス）1980年
- アルバカーキ（アメリカ合衆国）1983年
- フィウッジ（イタリア）1986年
- ハルデンスレーベン（ドイツ語版）（ドイツ、ザクセン＝アンハルト州）1990年
- スヴェトラゴルスク（ドイツ語版）（ベラルーシ）1991年
- オラシュティエ（ドイツ語版）（ルーマニア）2002年
- コナクル（ドイツ語版）（トルコ）2008年